# Мегалополи
Мегалополи, раније Мегалополис (грч. Μεγαλόπολη, Μεγαλόπολις Megalópoli, Megalopolis) градић је у Грчкој, у области Пелопонеза. Мегалополи припада округу Аркадија у оквиру периферије Пелопонез.

## Положај
Мегалополи се налази у средишњем делу Пелопонеза, на 30 километара удаљености од Триполија, седишта округа. Од главног града Атине Мегалополи је удаљен 190 километара југозападно. Градић се сместио у плодној долини унутар сурове и ретко насељене тзападне Аркадије, на приближно 430 метара надморске висине. Изнад град се издижу планине Тајгетус и Циберу.

## Историја
На месту данашњег Мегалополија налазило се древно античко насеље Мегалополис.

## Становништво
Традиционално становништво Мегалополија су Грци. У последња три пописа кретање становништва било је следеће:
| 1981. | 1991. | 2001. |
| ----- | ----- | ----- |
| 4.875 | 4.646 | 5.114 |

Кретање броја становника у општини по пописима:
| 1991. | 2001. | 2011.  |
| ----- | ----- | ------ |
| 8,888 | 8,657 | 10.687 |